# Berwick (Nova Escócia)
Berwick é um município localizado na província da Nova Escócia, no leste do Canadá.  Sua população é de 2,509 habitantes.